# Bahía Silva
Die Bahía Silva (spanisch; in Argentinien Bahía Calma für Ruhige Bucht) ist eine Bucht im Nordwesten von Dodman Island im Archipel der Biscoe-Inseln westlich der Antarktischen Halbinsel.
Chilenische Wissenschaftler benannten sie nach Óscar Geraldo Silva S., einem Teilnehmer an der 16. Chilenischen Antarktisexpedition (1961–1962).